# Apiacá
Apiacá este un oraș în unitatea federativă Espírito Santo (ES) din Brazilia.